# جکووو (شهرستان کروسنو اودژانگسکیه)
جکووو (به لهستانی:  Dzikowo) یک روستا در لهستان است که در گمینا گوبین واقع شده‌است.